# 龍湊之戰
龍湊之戰是中国东汉末年军阀混战时期，袁紹與公孫瓚為爭奪冀州而開打的戰爭。汉献帝初平三年（192年），公孫瓚在界橋之戰後不久就派兵與袁紹在龍湊開戰，被袁紹擊敗，公孫瓚退還幽州。此戰之後雙方仍然爭戰不斷，如巨馬水之戰，歷時兩年，以雙方互相耗盡兵糧及天子遣使和解告終。